# Theodor Matham

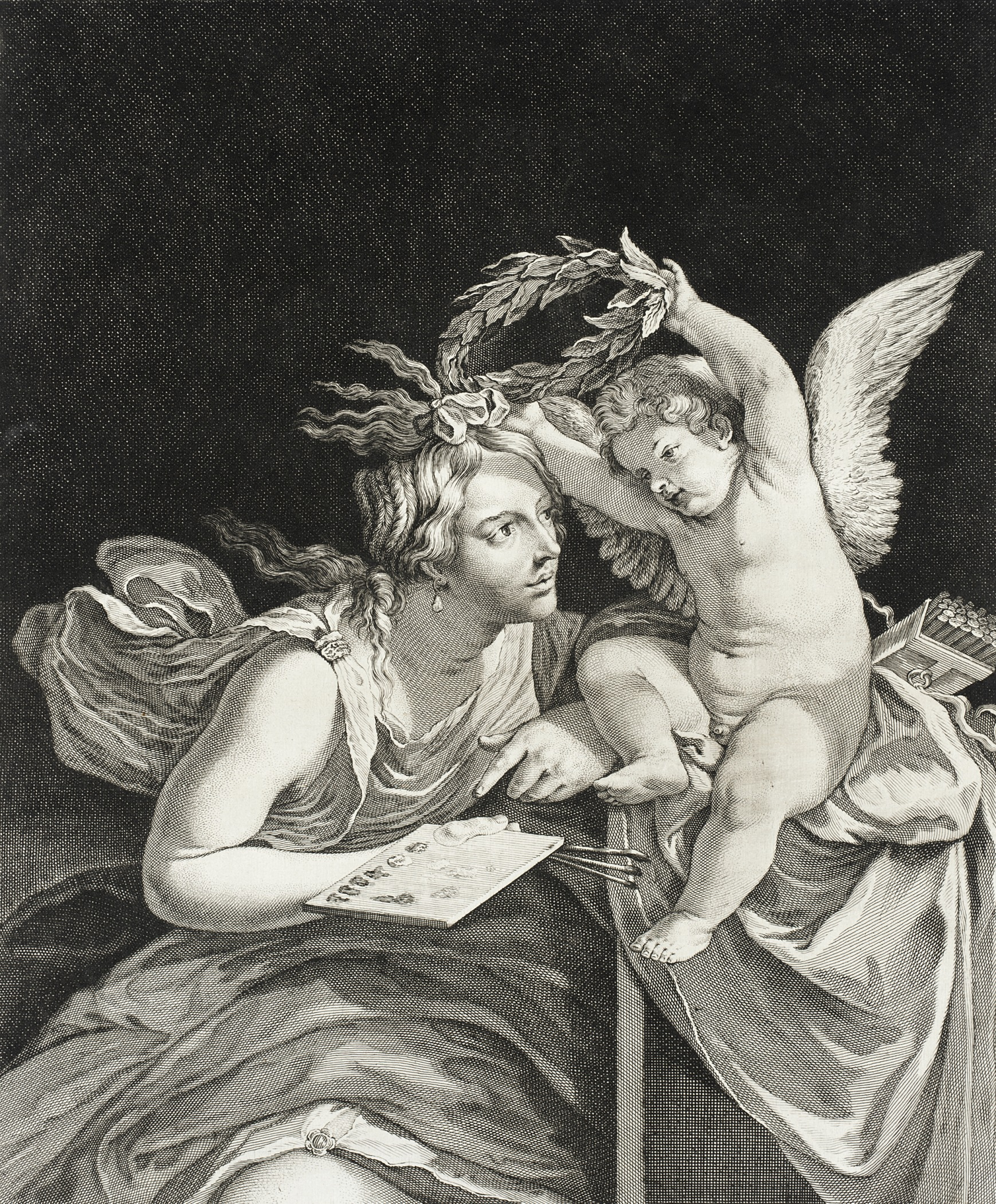
Figura allegorica della Pittura incoronata da Cupido

Theodor o Theodoor o Dirck o Theodorus Matham (Haarlem, 1605 (o forse 1606) – Amsterdam, 26 marzo 1676) è stato un incisore, pittore e disegnatore olandese del secolo d'oro.

## Biografia

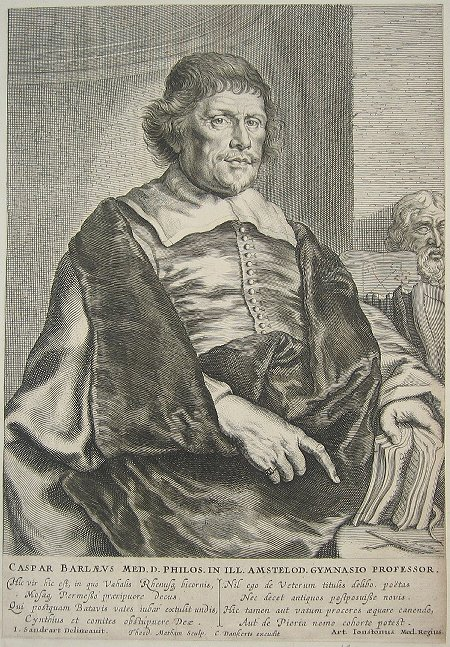
Ritratto di Caspar Barlaeus da Joachim von Sandrart

Figlio minore di Jacob Matham, famoso incisore, e fratello degli incisori Jan e Adriaen, apprese i rudimenti della professione dal padre. Fu attivo nella sua città natale dal 1621 al 1625. In seguito si trasferì prima a Parigi, dove lavorò per l'opera Tableaux du Temple des Muses di Michel de Marolles, e infine a Roma dove risiedette del 1629 al 1630, studiando alla scuola di Cornelis Bloemaert II e dal 1633 al 1637 lavorando per il marchese Vincenzo Giustiniani all'illustrazione in rame della sua raccolta di antichità (Galeria Iustiniana). A quest'opera contribuirono anche Michael Natalis e Reinier van Persijn sotto la direzione di Joachim von Sandrart. Nel 1637 ritornò a Haarlem, dove incise un gran numero di tavole, e il 12 luglio 1641 sposò ad Amsterdam Clara Huybrechts; sua madre, Maria van Poelenburgh, fu sua testimone. Nel 1644 si stabilì all'Aia, dove collaborò alla pubblicazione della celebre quadreria del borgomastro G. Reynst. Operò ad Amsterdam nel 1652, all'Aia nel 1656, dove fu tra i fondatori della Confrerie Pictura, e infine di nuovo ad Amsterdam dal 1662 al 1676.
Rappresentò principalmente soggetti storici, paesaggi, in particolare all'italiana, ritratti e architetture, che era solito firmare T.M. fecit o T.M. sculpsit. Oltre a stampe di vario tipo, sono giunti fino a noi quasi cento ritratti.
Si formò alla sua scuola Reinier van Persijn.

## Opere
- Figura allegorica della Pittura incoronata da Cupido, incisione, 40,16 x 28,58 cm, 1650 circa, Los Angeles County Museum of Art, Los Angeles
- Ritratto di Casparus Barlaeus, incisione, da Joachim von Sandrart
- Ritratto di Anna Katarzyna Konstancja Waza, Elettrice Palatina, incisione, 1648 circa, Biblioteca nazionale di Polonia, Varsavia[6]
- Lamentazione di Cristo, incisione da Geertgen tot Sint Jans, poesia in latino di Jan Albert Ban, 1620[7]
- Ritratto di Gerardus Ioannes Vossius, incisione da Joachim von Sandrart, 29 x 20,2 cm, poesia di Caspar van Baerle[8]
- Ritratto di Théodore Blévet, incisione da Frans Hals, 1640-1660[9]